# Strood
Strood är en del av en befolkad plats i unparished area Rochester, i kommunen Medway, i Storbritannien. Den ligger i grevskapet Kent och riksdelen England, i den sydöstra delen av landet, 40 km öster om huvudstaden London. Strood ligger 32 meter över havet och antalet invånare är 33 381. Strood var en civil parish fram till 1894 när blev den en del av Strood Extra och Strood Intra. Civil parish hade 7 982 invånare år 1891.
Terrängen runt Strood är platt åt nordost, men åt sydväst är den kuperad. Terrängen runt Strood sluttar norrut. Runt Strood är det tätbefolkat, med 913 invånare per kvadratkilometer. Närmaste större samhälle är Gillingham, 5,0 km öster om Strood. Runt Strood är det i huvudsak tätbebyggt.